# Led Zeppelin (专辑)
（参考译名：齐柏林飞艇）是英國摇滚乐队齐柏林飞艇的首张专辑，于1969年1月12日由大西洋唱片在美国发行。该专辑确立了他们融合布鲁斯和摇滚的风格，为乐队吸引了一大批忠实歌迷。尽管这张专辑最开始收到负面的专业评价，但它在商业上非常成功，而如今乐评也已转为积极的肯定。2003年，它在《滚石》杂志的“史上最伟大的500张专辑”榜单上排名第29位（在2012年版的榜单上名次未改变）。2004年，该专辑进入了格莱美名人堂。

## 背景
1968年8月，英格兰摇滚乐队雏鸟乐队解散了，吉他手吉米·佩奇是仅剩的一个成员，留给他的是乐队名字所有权和在斯堪的纳维亚的一系列演唱会的合约。佩奇招募了贝斯手约翰·保罗·琼斯、歌手罗伯特·普兰特和鼓手约翰·博纳姆，以新雏鸟乐队（The New Yardbirds）之名在1968年9月完成了斯堪的纳维亚巡演，曲目包括雏鸟乐队的老歌和新创作的歌。1968年10月，在他们回到英格兰后，佩奇把乐队名字改为齐柏林飞艇，接着他们到伦敦的奥林匹克录音室开始了首张专辑的录制。

## 录制

### 录音期
在1990年的一次采访中，佩奇说这张专辑的录音和混音只在录音室花了36小时（分布在几周中），他是因录音室账单上的花销得知这个时长的。造成录制时间那么短的主要原因是乐队在1968年9月的斯堪的纳维亚巡演期间已对这些歌曲作了充分的排练。佩奇解释道：“[乐队]在斯堪的纳维亚巡演的时候已经开始着手编曲，我知道我想要的是哪种声音。专辑非常快就成型了。”
当时齐柏林飞艇还未与大西洋唱片签约，乐队的经理人彼得·格兰特和佩奇自己支付了全部录音费用。佩奇在采访中透露这样的自我投资保证了艺术上的自由：“我非常想要艺术上的控制权，因为我很清楚我要和这些伙计们做什么。事实上，我在去大西洋唱片前负担了经费，完成了第一张专辑的录制……这不是你受唱片公司青睐后去录唱片的典型情况——我们是手握录音来到大西洋唱片的……他们非常肯定我们的成果——我是说他们签下了我们，不是么？”
据说乐队为录制这些歌曲只花费了1782英镑。研究齐柏林的专家戴夫·李维斯（Dave Lewis）指出：“除了披头士乐队在阿比路完成首张专辑录制的那12个小时，很少有录音室时间被如此高效地利用。齐柏林飞艇首张专辑的销售收入超过了三百五十万英镑，几乎是投资的两千倍！”
佩奇在录音中使用的迷幻涂装的型吉他，是儿时好友傑夫·貝克送的礼物，为感谢佩奇在1965年向雏鸟乐队推荐他替代埃里克·克莱普顿成为主音吉他手。佩奇在后来的专辑中用了其他不同的吉他（最著名的一把是型）。他还在专辑的原声歌曲中使用了一把，是向大吉姆·苏利文借的。在歌曲中，他弹奏了一把走调的芬达十弦夏威夷吉他。

### 制作
由吉米·佩奇担任制作人，工程师为之前与披头士乐队、滚石乐队和谁人乐队合作过的格伦·约翰斯。佩奇说：“第一张专辑是一张现场专辑，真的是，而且是有意做成那个效果的。它上面有原带配音，但原始录音是现场的”。该专辑是最早只发行立体声版的专辑之一；在当时，发行单声道和立体声两个版本是惯常的做法。

## 平面设计

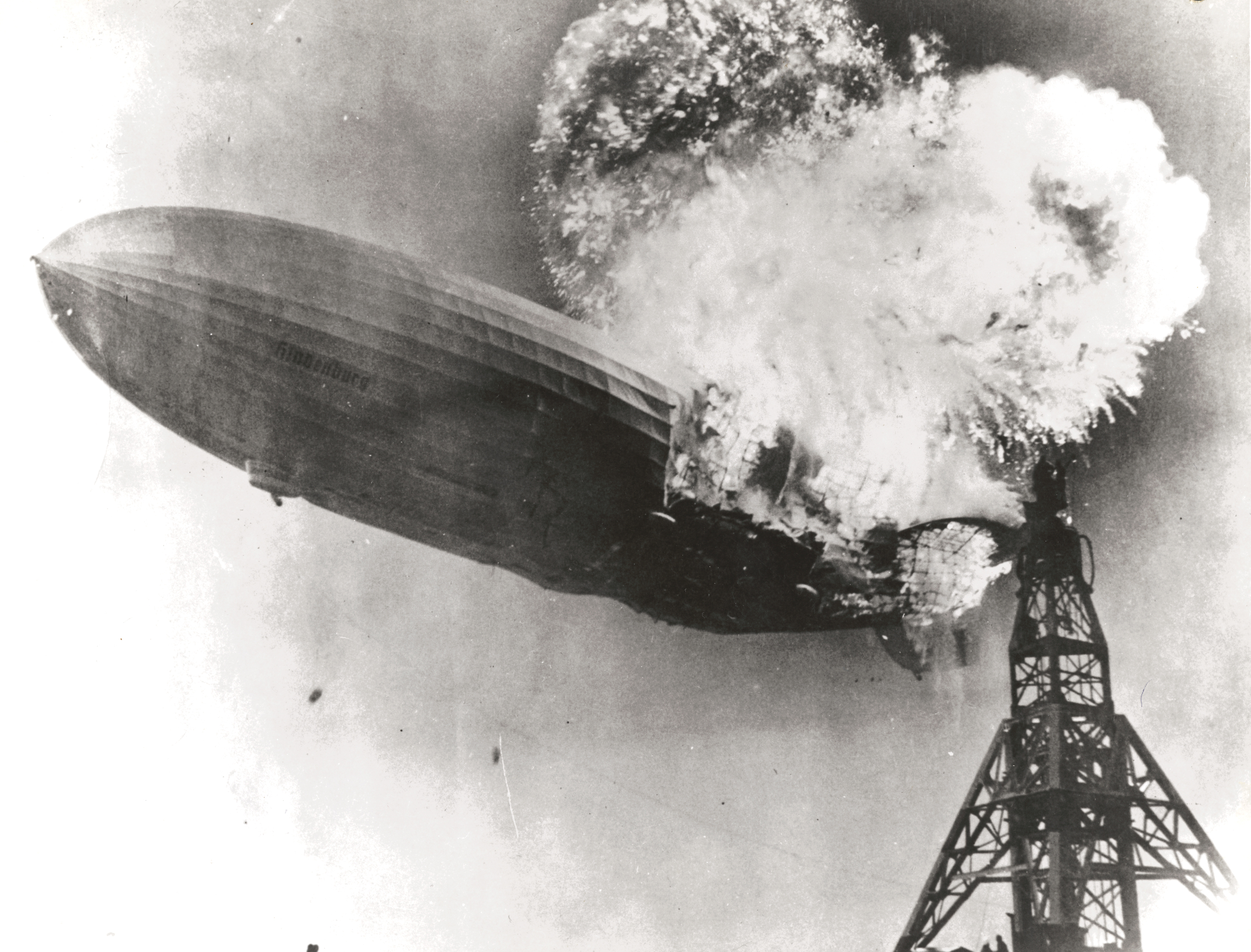
专辑封面描绘了興登堡號飛船在着火几秒钟时的景象。

佩奇选择了一张興登堡號飛船在空中燃烧的黑白照片作为的专辑封面，意指乐队名字的由来。封底是乐队的一张照片，由前雏鸟乐队成员克里斯·德雷加拍摄。唱片套的整体设计由乔治·哈迪负责，他也设计了乐队后来的几张专辑。2001年，乐评人格雷格·科特在《滚石》杂志上写道：“的封面……是兴登堡号燃烧着下坠，充满了阳具崇拜式的荣耀。这图像很好地概括了里面的音乐：性、灾祸和爆炸。”

## 创作
歌曲、和展现了1960年代后期少见的“重型”声音。佩奇也在歌曲中弹奏了民谣吉他，以及在歌曲中结合了原声和电吉他。佩奇的引发了一些争议，因为这首歌与伯特·延什的传统民谣十分相似。
齐柏林的许多早期歌曲是基于布鲁斯标准曲改编的，这张专辑上有三首歌是由他人创作的：威利·迪克森的和，以及。关于其中的最后一首歌，佩奇在琼·贝兹的唱片上听到时错误地认为它是一首传统民谣，但其实是安妮·布莱登在五十年代的作品，这一点在后来的发行中得到改正。在中，普兰特用歌声模仿佩奇的吉他效果，是布鲁斯对唱（call and response）技巧的金属版。
普兰特在专辑上被列为“偶尔弹奏贝斯”。在2005年《滚石》杂志的一次采访中，普兰特对此表示：
|  | 真的，我偶尔是个贝斯手。《》上就是这么说的，在我名字旁边：人声、口琴和偶尔弹奏贝斯。非常偶尔——就一次，我想是自1968年起。天知道专辑封面怎么写成那样的，太搞笑了。我想琼西（约翰·保罗·琼斯）肯定不喜欢（笑）。但我猜每次他搞砸了就可以说那是我弹的。 |

## 反响和影响
| 評論得分                      | 評論得分     |
| 來源                          | 評分         |
| ----------------------------- | ------------ |
| AllMusic                      | [ 17 ]       |
| Blender                       | [ 18 ]       |
| Entertainment Weekly          | A−           |
| Oz                            | favourable   |
| Pitchfork Media               | 9.2/10       |
| Q                             | [ 22 ]       |
| Rolling Stone (1969)          | unfavourable |
| Rolling Stone (2001)          | [ 24 ]       |
| The Rolling Stone Album Guide | [ 25 ]       |
| Sputnikmusic                  | 3/5          |

这张专辑当时在部分音乐报刊上以为标语做宣传。它一开始獲得糟糕的评价，《滚石》杂志的乐评认为齐柏林飞艇不如它的双胞胎乐队杰夫·贝克乐队好，无法填补解散后留下的位置。这篇乐评还称普兰特“和罗德·斯图尔特一样浮华娇饰，但完全没有后者令人兴奋”。约翰·保罗·琼斯日后回忆道：
|  | 我们当时的媒体很低劣。似乎没有人想要出于任何原因了解我们。我们到了美国，读了《滚石》对我们第一张专辑的评论，把我们当作又一支炒作的英国乐队。我们无法相信。我们之前天真地以为自己做了一张好专辑，干得还不错，接着就是这篇恶毒的评论出来了。我们不理解为什么会这样，我们对他们做了什么。自那以后我们对待媒体非常小心，最后变成了一个鸡生蛋蛋生鸡的情况。我们避开他们，他们也避开我们。我们有“优秀现场乐队”的名声只是因为我们开了很多演唱会。 |

多年后摇滚记者卡梅伦·克罗指出：“那是一个属于‘超級樂團’的时代，属于那些被热炒但难负盛名的乐队，而齐柏林飞艇在最初得力争上游来证明他们的实力”。
然而，媒体对该专辑的评价也并非完全负面。英国报纸上刊登了一篇满是赞誉的乐评，标题为。文章写道：“尽管他们的确弹奏明显的布鲁斯反复乐节，但不完全依赖它们，他们没有大多数所谓的英国布鲁斯乐队的虚弱感”。
该专辑在商业上非常成功，为了乐队的第一次北美巡演，它先于1969年1月12日在美国发行。在此之前，大西洋唱片已向关键的电台和乐评人发放了几百张唱片。对专辑内容以及乐队开场演唱会的良好反应产生了五万份预订单。在发行后的两个月内，该专辑进入了《公告牌》榜单的前十位。它在《公告牌》榜单上停留了73周，并在英国榜单上停留了79周。到1975年，它已赚得七百万美元。2014年的再版专辑重回《公告牌》榜单前十位，最高达到第七位。
如今，该专辑的成功和影响力被广泛承认，连当时持怀疑态度的媒体也转变了立场。2003年，VH1把列为“史上最伟大的专辑”第44位，《滚石》杂志在“史上最伟大的500张专辑”榜上将其列为第29位。它被公认为在硬摇滚和重金属的发展史上占有标志性的地位。
| 授予者            | 国家 | 荣誉                              | 年份 | 排名 |
| ----------------- | ---- | --------------------------------- | ---- | ---- |
| 《泰晤士报》      | 英国 | 史上最佳100张专辑（The 100 Best Albums of All Time）             | 1993 | 41   |
| 《滚石》杂志      | 美国 | 史上最伟大的500张专辑             | 2003 | 29   |
| 葛莱美奖          | 美国 | 格莱美名人堂                      | 2004 | *    |
| 《》杂志          | 英国 | 改变了世界的音乐（The Music That Changed the World）              | 2004 | 7    |
| 罗伯特·迪莫里（Robert Dimery） | 美国 | 《死前必听的1001张专辑》          | 2006 | *    |
| 《经典摇滚》杂志  | 英国 | 史上最伟大的100张英国摇滚专辑（100 Greatest British Rock Album Ever） | 2006 | 81   |
| 《》杂志          | 英国 | 100张最伟大的处女作专辑（100 Greatest Debut Albums）       | 2006 | 7    |
| 摇滚名人堂        | 美国 | 决定性的200张（The Definitive 200）                 | 2007 | 165  |
| 《》杂志          | 英国 | 改变了音乐的21张专辑（21 Albums That Changed Music）          | 2007 | 6    |
| 《滚石》杂志      | 美国 | 史上最伟大的500张专辑             | 2012 | 29   |

*表示榜单无排名

## 榜单成绩与认证
| 榜单 （1969–70）         | 最高位 |
| ------------------------ | ------ |
| 澳大利亚《》前20位专辑榜 | 9      |
| 德国专辑榜               | 32     |
| 加拿大《》前100位榜      | 11     |
| 法国专辑榜               | 19     |
| 日本专辑榜               | 36     |
| 挪威专辑榜               | 16     |
| 西班牙专辑榜             | 1      |
| 英国专辑榜               | 6      |
| 美国公告牌二百强专辑榜   | 10     |

| 榜单 （2014）          | 最高位 |
| ---------------------- | ------ |
| 波兰专辑榜             | 10     |
| 美国公告牌二百强专辑榜 | 7      |

| 年份 | 单曲 | 榜单                 | 排名 |
| ---- | ---- | -------------------- | ---- |
| 1969 | 《》 | 美国公告牌百强单曲榜 | 80   |

| 国家                   | 销量       | 认证        |
| ---------------------- | ---------- | ----------- |
| 加拿大（Music Canada） | 1,000,000+ | 钻石唱片    |
| 法国（SNEP）           | 100,000+   | 金唱片      |
| 瑞士（IFPI）           | 15,000+    | 金唱片      |
| 阿根廷（CAPIF）        | 20,000+    | 金唱片      |
| 澳大利亚（ARIA）       | 140,000+   | 2× 白金唱片 |
| 美国（RIAA）           | 8,000,000+ | 8× 白金唱片 |
| 西班牙（PROMUSICAE）   | 100,000+   | 白金唱片    |
| 英国（BPI）            | 600,000+   | 2×白金唱片* |
| 荷兰（NVPI）           | 25,000+    | 金唱片*     |
| 意大利（FIMI）         | 25,000+    | 金唱片      |

## 曲目列表
| 第一面 | 第一面 | 第一面                                              | 第一面 |
| 曲序   | 曲目   | 词曲                                                | 时长   |
| ------ | ------ | --------------------------------------------------- | ------ |
| 1.     |        | 约翰·博纳姆、約翰·保羅·瓊斯、吉米·佩奇              | 2:46   |
| 2.     |        | 安妮·布莱登、传统歌曲由吉米·佩奇编排、罗伯特·普兰特 | 6:42   |
| 3.     |        | 威利·迪克森、J·B·勒诺阿                             | 6:28   |
| 4.     |        | 吉米·佩奇（受杰克·霍尔姆斯启发）                    | 6:28   |

| 第二面 | 第二面 | 第二面             | 第二面 |
| 曲序   | 曲目   | 词曲               | 时长   |
| ------ | ------ | ------------------ | ------ |
| 5.     |        | 琼斯、佩奇         | 4:34   |
| 6.     |        | 佩奇               | 2:12   |
| 7.     |        | 博纳姆、琼斯、佩奇 | 2:30   |
| 8.     |        | 迪克森             | 4:42   |
| 9.     |        | 博纳姆、琼斯、佩奇 | 8:27   |

| Deluxe Edition (1969年法國巴黎奧林匹亞音樂廳實況錄音) | Deluxe Edition (1969年法國巴黎奧林匹亞音樂廳實況錄音) | Deluxe Edition (1969年法國巴黎奧林匹亞音樂廳實況錄音) | Deluxe Edition (1969年法國巴黎奧林匹亞音樂廳實況錄音) |
| 曲序                                                  | 曲目                                                  | 词曲                                                  | 时长                                                  |
| ----------------------------------------------------- | ----------------------------------------------------- | ----------------------------------------------------- | ----------------------------------------------------- |
| 1.                                                    | /                                                     | 约翰·博纳姆、約翰·保羅·瓊斯、吉米·佩奇                | 3:52                                                  |
| 2.                                                    |                                                       | 威利·迪克森                                           | 6:41                                                  |
| 3.                                                    | Heartbreaker                                          | 约翰·博纳姆、約翰·保羅·瓊斯、吉米·佩奇、罗伯特·普兰特 | 3:50                                                  |
| 4.                                                    |                                                       | 吉米·佩奇（受杰克·霍尔姆斯启发）                      | 15:01                                                 |
| 5.                                                    | /                                                     | 吉米·佩奇                                             | 9:19                                                  |
| 6.                                                    |                                                       | 威利·迪克森、J·B·勒诺阿                               | 11:56                                                 |
| 7.                                                    |                                                       | 约翰·博纳姆、約翰·保羅·瓊斯、吉米·佩奇                | 9:51                                                  |
| 8.                                                    |                                                       | 约翰·博纳姆、約翰·保羅·瓊斯、吉米·佩奇                | 10:43                                                 |

### 引用英语原文
1. ↑  原文：
2. ↑  原文：
3. ↑  原文：
4. ↑  原文：
5. ↑  原文：
6. ↑  原文：
7. ↑  原文：。

### 出处
1. ↑  Grammy Hall of Fame Award （页面存档备份，存于） Grammy.org Retrieved 30 October 2012
2. ↑  . Rolling Stone.   [1 January 2008]. （原始内容存档于2006-05-21）.
3. ↑  . Led Zeppelin official website.   [1 January 2008]. （原始内容存档于2011-08-28）.
4. ↑  Erlewine, Stephen Thomas. . Allmusic.   [1 January 2008]. （原始内容存档于2012-04-25）.
5. ↑  Led Zeppelin Profiled radio promo CD, 1990
6. 1 2  Welch, Chris (1994) Led Zeppelin, London: Orion Books. ISBN 1-85797-930-3, pp. 28, 37.
7. ↑  Dave Schulps, Interview with Jimmy Page （页面存档备份，存于）, Trouser Press, October 1977.
8. ↑  Lewis, Dave and Pallett, Simon (1997) Led Zeppelin: The Concert File, London: Omnibus Press. ISBN 0-7119-5307-4, p. 13.
9. 1 2 3 4 5 6 7 8 9 10  Dave Lewis (1994), The Complete Guide to the Music of Led Zeppelin, Omnibus Press, Omnibus Press, ISBN 0-7119-3528-9
10. ↑  Interview with Jimmy Page （页面存档备份，存于）, Guitar World magazine, 1993
11. ↑  Mick Wall (2008), When Giants Walked the Earth: A Biography Of Led Zeppelin, London: Orion, p. 52.
12. 1 2 3  Steven Rosen, 1977 Jimmy Page Interview （页面存档备份，存于）, Modern Guitars, 25 May 2007 (originally published in the July 1977, issue of Guitar Player magazine).
13. ↑  “I first met Jimmy on Tolworth Broadway, holding a bag of exotic fish...”, Uncut magazine, January 2009, p. 42.
14. ↑  Kot, Greg. . Rolling Stone. 13 September 2001  [4 January 2008]. （原始内容存档于2011-08-28）.
15. ↑  Bream, Jon. . Voyageur Press. 2010: 47  [11 June 2012]. ISBN 9780760339558.
16. ↑  Austin Scaggs, Q&A: Robert Plant （页面存档备份，存于）, Rolling Stone, 5 May 2005.
17. ↑  Allmusic Review
18. ↑  .   [2015-02-01]. （原始内容存档于2005-11-22）.
19. ↑  Tom Sinclair. . Ew.com. 20 June 2003  [1 January 2012]. （原始内容存档于2014-12-05）.
20. ↑  . Rocksbackpages.com.   [1 January 2012]. （原始内容存档于2012-10-28）.
21. ↑  . Pitchfork.com. 12 June 2014  [17 June 2014]. （原始内容存档于2014-06-13）.
22. ↑  . Tower.com. 6 May 1994  [1 January 2012]. （原始内容存档于2009-04-29）.
23. ↑  John Mendelsohn. . Rolling Stone. 15 March 1969  [1 January 2012]. （原始内容存档于2018-06-13）.
24. ↑  . Rolling Stone.   [12 January 2012]. （原始内容存档于2017-12-10）.
25. ↑  . Rolling Stone.   [15 September 2012]. （原始内容存档于2014-03-01）.
26. ↑  . Sputnikmusic.com. 12 July 2006  [1 January 2012].
27. ↑  Rolling Stone, 15 March 1969.
28. 1 2  Mat Snow, “Apocalypse Then”, Q magazine, December 1990, pp. 74–82.
29. ↑  . BBC News. 12 September 2007  [1 January 2012]. （原始内容存档于2012-05-19）.
30. ↑  Liner notes by Cameron Crowe for The Complete Studio Recordings
31. ↑  . Rolling Stone.   [9 September 2009]. （原始内容存档于2006-05-21）.
32. ↑  . Billboard.   [14 June 2014]. （原始内容存档于2015-12-31）.
33. ↑  . Allmusic.   [2015-01-31]. （原始内容存档于2013-07-24）.
34. ↑  . The Times.   [10 February 2009]. （原始内容存档于2019-07-18）.
35. ↑  . Rolling Stone.   [18 August 2007]. （原始内容存档于2013-06-21）.
36. ↑  . National Academy of Recording Arts and Sciences.   [18 August 2007]. （原始内容存档于2012-02-25）.
37. ↑  . Q Magazine special edition (UK). January 2004.
38. ↑  Dimery, Robert. . Universe. New York, NY (ISBN 0-7893-1371-5). 7 February 2006: 910.
39. ↑  . Classic Rock.   [10 February 2009]. （原始内容存档于2012-05-20）.
40. ↑  . Uncut Magazine (UK). August 2006.
41. ↑  . Rock and Roll Hall of Fame.   [18 August 2007]. （原始内容存档于2007-08-13）.
42. ↑  . Q Magazine 21st anniversary issue (UK). November 2007.
43. ↑  . Rolling Stone.   [27 April 2012]. （原始内容存档于2012-06-24）.
44. ↑  . Go Set.   [19 January 2009]. （原始内容存档于2011-09-26）.
45. ↑  . charts-surfer.de.   [19 January 2009]. （原始内容存档于2010-01-08）.
46. ↑  . RPM.   [17 January 2009]. （原始内容存档于2009年9月18日）.
47. ↑  . infodisc.fr.   [19 January 2009]. （原始内容存档于2013-10-31）.
48. ↑  . Oricon.   [19 January 2009]. （原始内容存档于2010-02-01）.
49. ↑  . norwegiancharts.com.   [17 January 2009]. （原始内容存档于2020-06-11）.
50. ↑  . PROMUSICAE.   [19 January 2009]. （原始内容存档于2011-08-28）.
51. ↑  . chartstats.com.   [19 January 2009]. （原始内容存档于2012-05-24）.
52. ↑  . Billboard.   [17 January 2009]. []
53. ↑  . Polish Society of the Phonographic Industry.   [2015-02-01]. （原始内容存档于2018-11-19）.
54. ↑  . Yahoo! Music.   [12 June 2014]. （原始内容存档于2014-07-15）.
55. ↑  . Billboard.   [19 January 2009]. （原始内容存档于2014-02-09）.
56. ↑  . Music Canada.   [21 May 2013]. （原始内容存档于2013年10月11日）.
57. ↑  . SNEP.   [19 January 2009]. （原始内容存档于2008-12-04）.
58. ↑  . swisscharts.com.   [19 January 2009]. （原始内容存档于2012-11-21）.
59. ↑  . CAPIF.   [19 January 2009]. （原始内容存档于2009-08-19）.
60. ↑  . ARIA.   [19 January 2009]. （原始内容存档于2012-03-19）.
61. ↑  . RIAA.   [19 January 2009]. （原始内容存档于2010-09-22）.
62. ↑  Salaverri, Fernando.  (PDF). Iberautor Promociones Culturales. 2005  [31 July 2013]. ISBN 84-8048-639-2. （原始内容存档 (PDF)于2015-10-16） （西班牙语）.
63. ↑  . BPI.   [19 January 2009]. （原始内容存档于2008-02-20）.
64. ↑  . NVPI.   [19 January 2009]. （原始内容存档于2012-03-12）.
65. ↑  . FIMI.   [20 June 2014]. （原始内容存档于2014-10-06）.